# Jesús Felipe Armendáriz Ormaechea
Jesús Felipe Armendáriz Ormaechea (Gernika, Biscaia, 1945 - Barcelona, 2012) és un sindicalista i polític català d'origen basc.

## Trajectòria
Establert a Catalunya, treballà com a obrer metal·lúrgic a la Seat (1977-1980) i fou secretari de Formació d'UGT-Baix Llobregat el 1980, secretari de Política Informativa d'UGT de Catalunya el 1982, secretari d'organització de la UGT al barri de Sants i secretari d'Organització i Administració d'UGT de Catalunya.
A les eleccions generals espanyoles de 1982 fou escollit senador per la província de Barcelona en substitució del finat Alexandre Cirici i Pellicer dins les llistes del PSC-PSOE. De 1982 a 1986 fou vocal en les Comissions del Senat d'Espanya d'Economia i Hisenda, Pressupostos, Justícia, Treball i de Seguiment del Fons de Compensació Interterritorial del Grup Socialista